# Khai thác điều kiện tự nhiên (quân sự)
Khai thác điều kiện tự nhiên trong quân sự là việc vận dụng những điều kiện sẵn có của các yếu tố tự nhiên để tạo lợi thế trong chiến tranh. Việc này góp phần gia tăng khả năng chiến thắng, trong mức độ nhỏ của một trận đánh, góp phần giảm thiểu thương vong.
Mỗi điều kiện tự nhiên với cảnh quan đặc biệt của nó: rừng rậm, núi đá, sông nước, sa mạc, vùng băng tuyết, đồng cỏ,...sẽ dẫn đến quốc gia thuộc phạm vi địa lý có các đới tự nhiên như thế có biện pháp quốc phòng phù hợp. Một đạo quân sẽ rất dễ bị đánh bại nếu chiến đấu trong một môi trường xa lạ. Một ví dụ, quân đội của một quốc gia nhiều sa mạc sẽ rất giỏi chiến đấu trong điều kiện sa mạc. Nếu đưa đạo quân đó đến vùng cực (như các nước Bắc Âu) họ sẽ không thể chiến đấu. Vấn đề trước hết là các trang phục giữ ấm, phương tiện di chuyển trên tuyết... Một vài ngoại lệ, như quân đội Mỹ là một trong những đạo quân hiếm hoi có hàng loạt đơn vị được xây dựng chuyên chiến đấu trong các môi trường tự nhiên khác nhau.
Điều kiện tự nhiên đôi khi được tận dụng một cách tình cờ, đem đến may mắn cho bên yếu thế trong chiến tranh.
Lợi thế của điều kiện tự nhiên không chỉ có ý nghĩa trong thời chiến mà cả trong giai đoạn hòa bình, góp phần vào việc phòng vệ của một quốc gia.

## Tận dụng không gian

### Đất liền
Một quốc gia có phạm vi lãnh thổ rộng lớn cũng nắm giữ lợi thế trong chiến tranh. Với không gian rộng lớn, quân đội của quốc gia đó có thể dễ dàng phòng thủ. Điều mà nhiều quốc gia có diện tích nhỏ khó có được. Một số quốc gia nhỏ bé như Singapore, mặc dù giàu có, quân đội được vũ trang hiện đại nhưng lãnh thổ nhỏ bé khiến quốc gia này rất dễ tổn thương trong chiến tranh. Một số trường hợp điển hình như Nga, với lãnh thổ rộng lớn, cho phép họ phòng thủ tốt hơn, bất kể thời gian đầu chiến tranh gặp nhiều bất lợi. Lãnh thổ rộng lớn của Nga đã kéo giãn và làm mỏng đi các lực lượng xâm lược, như quân đội đế quốc Thụy Điển vào năm 1709, quân Pháp vào năm 1812, hay quân Đức vào năm 1941.

### Đại dương
Đại dương là lợi thế và là sự độc đáo của an ninh Hoa Kỳ, đất nước được bảo vệ một cách tự nhiên bởi hai đại dương rộng lớn, Thái Bình Dương ở hướng tây và Đại Tây Dương ở hướng đông, phía bắc và nam là hai láng giềng yếu. Hoa Kỳ sở hữu lực lượng hải quân mạnh và chỉ cần thiết lập các căn cứ quân sự và quan hệ đồng minh ở hai bờ đối diện.

## Lợi thế địa hình

### Núi non
Địa hình cao và kéo dài của hệ thống Hymalaya đã bảo vệ an toàn nền văn minh Ấn Độ trước các mối đe dọa từ phía bắc. Trong khi Trung Quốc thường xuyên chịu sự tấn công của các tộc người du mục, nhất là từ thời Hán đến thời Tùy, thì Ấn Độ vẫn an toàn trước các tộc người thảo nguyên Nội Á. Mặc dù, Ấn Độ vẫn bị chinh phạt trong một số giai đoạn nhưng các cuộc tấn công đó đều xuất phát từ hướng tây, vốn có địa hình thấp và bằng phẳng.
Vào năm 480 TCN, diễn ra trận chiến ở Thermopylae quân Hy Lạp đã chặn đứng quân Ba Tư tại một hẻm núi gọi là "cổng lửa", mặc dù cuối cùng họ thất bại nhưng đã gây thiệt hại nặng nề cho quân viễn chinh Ba Tư.
Dãy Kavkaz cũng là bức tường thành tự nhiên cản ngăn sự bành trướng của Ottoman về phía bắc để vào nước Nga; và cản ngăn sự bành trướng của Nga xuống phía nam vào Tây Á.

### Sông ngòi
Những dòng sông lớn và dài luôn có vai trò bảo vệ như một tường thành tự nhiên. Một số trường hợp điển hình là sông Trường Giang của Trung Quốc. Nhờ vào dòng sông này mà Nam Tống đã chặn được bước tiến quân Kim, như trận Thái Thạch.
Trong thời Tam Quốc, nhờ vào hệ thống sông nước Trường Giang thiên hiểm mà Đông Ngô đã đứng vững trước các cuộc tấn công của quân Tào Ngụy.
Trong chiến tranh Tống-Việt, 1075-1077, quân nhà Lý đã chặn đứng quân Tống tại phòng tuyến sông Như Nguyệt.

### Rừng rậm
Trong chiến tranh Đông Dương và sau đó là chiến tranh Việt Nam, Quân đội Nhân dân Việt Nam thường sử dụng rừng rậm để làm nơi ẩn nấp và chiến đấu. Điều này dẫn đến việc quân đội Mỹ sử dụng các chất hóa học khai hoang để phá hủy các khu rừng.

## Điều kiện thời tiết

### Mông Cổ xâm lược Nhật Bản
Thời tiết đã có tác động chiến lược đến chiến tranh, cũng như tác động mức độ chiến thuật và hoạt động cụ thể. Điển hình, chúng đóng một vai trò quyết định trong cuộc xâm lược Mông Cổ vào Nhật Bản năm 1281 khi Hốt Tất Liệt ra lệnh tấn công Kyushu với khoảng 4.400 tàu và 140.000 quân. Trước khi toàn bộ quân đội xâm chiếm đổ bộ, một cơn bão đã tấn công bờ biển Kyushu và phá hủy một nửa số tàu và binh lính. Hầu hết quân Mông Cổ còn lại ở Kyushu đã bị giết bởi quân Nhật hoặc bị chết đuối khi họ cố gắng chạy trốn trên những con tàu nhỏ. Người Nhật xem bão như một "cơn gió thần thánh" (kamikaze) được gửi bởi các vị thần để cứu Nhật Bản và kết luận rằng Nhật Bản là một "vùng đất được bảo vệ thiêng liêng".

### Tây Ban Nha xâm lược Anh 1588
- Xem: Hạm đội Tây Ban Nha

Bão cũng ảnh hưởng lớn đến số phận của Hạm đội Armada Tây Ban Nha vào năm 1588. Thời tiết ảnh hưởng đến chiến dịch hải quân ban đầu, ngay sau khi hạm đội Tây Ban Nha rời Lisbon vào tháng 5 năm 1588, một cơn bão bắt đầu ảnh hưởng; phải mất một tháng để tổ chức lại các tàu và điều chỉnh lại chúng. Gió thuận lợi mang Hạm đội Armada qua eo biển Anh, nhưng việc chiến đấu của hải quân Anh khéo léo buộc các tàu Tây Ban Nha phải tiến vào Biển Bắc. Sau khi người Tây Ban Nha đi ngang qua bờ biển phía bắc của Scotland vào Đại Tây Dương, ba mươi lăm đến bốn mươi con tàu được phát hiện trong những trận bão lớn, và hai mươi chiếc khác bị đập vào bờ đá. Những người chiến thắng ghi nhận sự may mắn cho chiến thắng của họ: "Flavit Deus, et dissipati sunt" (Thiên Chúa thổi và họ tan vỡ).

### Trường hợp Phổ
Đối với vô số thế hệ, thời tiết đã ảnh hưởng đến việc lập kế hoạch và thực hiện các chiến dịch quân sự và hải quân. Trong các chỉ thị của ông cho các tướng lĩnh của mình, Frederick Đại đế đã viết: "Chúng luôn luôn là cần thiết để định hình các kế hoạch hoạt động...trên việc dự liệu của thời tiết. Vì binh sĩ và thủy thủ trong chiến đấu có ít hoặc không có bảo vệ từ thời tiết, các chỉ huy thường lên kế hoạch cho các chiến dịch của họ trong những thời kỳ bão và thời tiết được xem là ít có khả năng làm gián đoạn hoạt động."

### Sương mù trận Long Island
Tướng Washington có thể đã bị đánh bại tại Trận Long Island vào ngày 22 tháng 8 năm 1776, khi đối diện quân đội Anh với một lực lượng chiến đấu được trang bị tốt. May mắn cho phía Mỹ, một sương mù dày đặc khiến các lực lượng thực dân Anh phải rút lui.

### Xâm lược Nga
Trong nhiều thế kỷ, các chỉ huy đã tiến hành các chiến dịch của họ trong mùa cho phép binh lính và ngựa của họ tìm kiếm thức ăn và thức ăn gia súc. Sự khởi đầu của mùa đông luôn chặn đứng các chiến dịch và thường dẫn đến việc quân đội trở về nhà hoặc tìm nơi trú ẩn cho mùa đông. Do hạn chế hậu cần, các chỉ huy cần chọn thời điểm hợp lý để tối ưu năng lực hậu cần phục vụ cho tác chiến. Napoleon, như một ví dụ, thời gian xâm lược của ông vào Nga năm 1812 để binh sĩ của ông có thể đủ thức ăn, mặc dù hoàng đế có kế hoạch sử dụng các tàu cung ứng lớn hơn so với các chiến dịch trước đó, ông biết lực lượng khổng lồ của mình không thể mang tất cả thức ăn mà họ yêu cầu. Bất chấp những sự chuẩn bị này, Napoléon cuối cùng đã mất nhiều người đàn ông hơn trong điều kiện thời tiết, nạn đói và bệnh tật hơn so với quân đội Nga.

### Trận Waterloo
Yếu tố lợi thế của thời tiết cũng ảnh hưởng đến kết quả của các trận đánh. Thời tiết đóng một vai trò quan trọng, ví dụ, trong trận Waterloo, chiến trường trở nên ướt đẫm do mưa lớn mà Napoléon trì hoãn cuộc tấn công thường lệ của mình để mặt đất đủ khô cho những quả cầu pháo để ricochet và kỵ binh có sự an toàn. Sự chậm trễ đó chỉ vài giờ đồng hồ đã khiến Nguyên soái Gebhard von Bludiecher đủ thời gian để ba quân đoàn Phổ tiến lên và tấn công bên cánh của Napoléon.

### Cách mạng Mỹ
Trong lịch sử, các chỉ huy đôi khi làm bất ngờ đối thủ của họ bằng cách tấn công vào mùa có thời tiết bất lợi trong năm, khi đối thủ lơ là cảnh giác. Vào mùa đông năm 1776, người Anh phân tán quân đội của họ ở các thuộc địa của Mỹ trong các đồn điền nhỏ, vào ngày 25 tháng 12, George Washington làm bất ngờ cứ điểm của Hessian tại Trenton, New Jersey. Ông quản lý để có được đủ lực lượng trên sông Delaware, mặc dù thời tiết khắc nghiệt đến mức nó vẫn giữ một số đơn vị băng qua. Chỉ với tổn thất 4 lính bị thương, người Mỹ đã bắt sống 948 lính Hessian và loại khỏi vòng chiến đấu 114 người khác.

### Đổ bộ Normandy
Trong Thế chiến II, dự báo thời tiết đóng một vai trò quyết định trong việc lên lịch đổ bộ cuộc đổ bộ ở Normandy. Cuộc xâm lược ban đầu được lên kế hoạch cho ngày 5 tháng 6, nhưng một dự báo thời tiết không thuận lợi đã hoãn cuộc đổ bộ. Thuận lợi của thời tiết vào ngày hôm sau cho phép các binh sĩ Đồng minh đổ bộ và, theo Dwight D. Eisenhower, đã chứng minh "sự tồn tại của một Thiên Chúa toàn năng và nhân từ". Một lợi ích bất ngờ của thời tiết xấu là nó đã giúp các lực lượng Đồng minh đạt được gần như hoàn toàn bất ngờ.

### Trận Ardennes
Ở Ardennes vào tháng 12 năm 1944, quân Đức cũng sử dụng thời tiết để tạo lợi thế cho họ. Adolf Hitler đã phối hợp rất cẩn thận và không bắt đầu cuộc tấn công cho đến khi ông biết thời tiết mưa bão sẽ khiến quân Đồng Minh giảm việc canh gác và lực lượng không quân Đồng minh bay ít giờ hơn. Bởi vì thời tiết cực lạnh, một số chỉ huy Mỹ đã để lại ít lực lượng trong các hố cáo phòng vệ đầu tiên của các khu vực tĩnh lặng và để một số binh sĩ của họ tìm nơi trú ẩn trong những ngôi nhà gần đó. Khi bầu trời quang đãng, các lực lượng Đức thất bại sau đó.